# Copa da Liga Escocesa 1983–84
A Copa da Liga Escocesa de 1983-84 foi a 38º edição do segundo mais importante torneio eliminatório do futebol da Escócia. O campeão foi o Rangers F.C., que conquistou seu 12º título na história da competição ao vencer a final contra o Celtic F.C., pelo placar de 3 a 2.

## Premiação
| Copa da Liga Escocesa de 1983-84  |
| Escócia                           |
| --------------------------------- |
| Rangers F.C. Campeão (12º título) |